# Trnovo (Generalski Stol)
Trnovo is een plaats in de gemeente Generalski Stol in de Kroatische provincie Karlovac. De plaats telt 19 inwoners (2001).